# Saint-Clet
Saint-Clet (en bretó Sant-Kleve) és un municipi francès, situat a la regió de Bretanya, al departament de Costes del Nord. L'any 1999 tenia 785 habitants.

## Demografia
| 1962                                       | 1968 | 1975 | 1982 | 1990 | 1999 |
| ------------------------------------------ | ---- | ---- | ---- | ---- | ---- |
| 814                                        | 885  | 861  | 847  | 744  | 785  |
| Des de 1962: població sense dobles comptes |      |      |      |      |      |

## Administració
| Període   | Identitat    | Partit        |
| --------- | ------------ | ------------- |
| 1989-2001 | Camille Grot | Divers gauche |
| 2001-     | René Le Gall |               |